# سن-سیمئون (بن‌اوانتور)
سن-سیمئون، بُن‌اَوانتور (به فرانسوی: Saint-Siméon، Bonaventure) قصبه‌ای در منطقه شهری بونوانتور ناحیه گاسپزی-ایل-دو-لا-مادلن در استان کبک کانادا است. در سرشماری سال ۲۰۱۱ این قصبه ۱٬۲۵۲ نفر جمعیت داشته‌است و مساحت آن ۵۶٫۱۲ کیلومتر مربع است.